# バットマン&ハーレイ・クイン
『バットマン&ハーレイ・クイン』(英: Batman and Harley Quinn)は、DCコミックスが刊行するアメリカン・コミックス『バットマン』を原作とするOVA。DCアニメイテッド・ユニバースを手掛けたブルース・ティムが全面的に参加している。2017年7月21日にサンディエゴ・コミコンで上映され、2017年8月29日にBlu-rayとDVDで発売された。日本では2017年11月8日にBlu-rayで発売され、デジタル配信が開始される。

## キャスト
- バットマン / ブルース・ウェイン - ケヴィン・コンロイ
- ハーレイ・クイン / ハーリーン・クインゼル - メリッサ・ラウシュ
- ナイトウィング / ディック・グレイソン - ローレン・レスター
- ポイズン・アイビー / パメラ・アイズリー - パジェット・ブリュースター
- フロロニックマン / ジェイソン・ウッドルー - ケビン・マイケル・リチャードソン
- スワンプシング / アレック・ホランド - ジョン・ディマジオ
- ウェスリー - エリック・バウザ
- チャールズ・"ライノ"・デイリー - ロビン・アトキン・ダウンズ
- ボビー・リーボウィッツ - トレバー・デヴァル
- ハロルド・ゴールドブラム - ロブ・ポールセン
- スーパーバイザー - ミンディ・スターリング
- ブースターゴールド（英語版） - ブルース・ティム

## スタッフ
- 原作 - DCコミックス
- 監督 - サム・リウ
- 原案 - ブルース・ティム
- 脚本 - ブルース・ティム、ジェームズ・クリーグ
- キャラクターデザイン - スティーブン・チョイ、ウィル・ニコルス
- ストーリーボード - チェイス・コンリー、クリス・コープランド、ジャスティン・コープランド、クリッシー・デルク、ティム・ダイヴァー、チャック・ドロスト、クリスティーナ・ソッタ、イーサン・スポールディング、ジェームズ・タッカー、ブルース・ティム、エミ・ヨネムラ
- アニメーション・タイミング - ケント・バターワース、カール・フィッシャー、ジェフ・ホール
- アニメーションディレクター - カン・サンデ、リー・チョンキル、ユ・サンフン、ユ・チェハ
- スーパーバイジングテクニカルディレクター - マシュー・ジラルディ
- エフェクトアニメーション - ジェイソン・プラップ、ティモシー・N・ライアン
- 編集 - クリストファー・D・ロジンスキ
- 音声監督・キャスティング - ウェズ・グリーソン
- 音楽 - マイケル・マッキション、クリストファー・カーター、ロリータ・リトマニス
- ラインプロデューサー - エイミー・マッケンナ
- 共同プロデューサー - アラン・バーネット
- エグゼクティブ・プロデューサー - サム・レジスター、ブルース・ティム、ベンジャミン・メルニカー、マイケル・ウスラン
- 制作 - ワーナー・ブラザース・アニメーション
- 制作協力 - DR MOVIE

## 映像ソフト
製品情報
品番：1000695508
JAN 4548967345988
映像特典
- 新作ダイジェスト ハーレイ･クインという存在 キャラクターに声を吹き込む
- 『バットマン:ダークナイト リターンズ Part 1』ダイジェスト
- 『バットマン:ダークナイト リターンズ Part 2』ダイジェスト
- 『バットマン:アサルト・オン・アーカム』ダイジェスト
- アニメ『バットマン』第47話「Harley and Ivy」
- アニメ『バットマン』第77話「Harley's Holiday」